# Danze (Renzo Zenobi)
Danze è il terzo album in studio del cantautore italiano Renzo Zenobi, pubblicato nel 1977.

## Descrizione
L'album è un 33 giri con otto canzoni. Registrato negli studi RCA di Roma da Giuseppe Bernardini. In copertina "Omaggio a Man Ray", disegno di G. Liberatore.
Paolo Conte collaborò agli arrangiamenti del disco suonando anche il pianoforte ed il kazoo nella canzone Una piccola storia solo verso la fine divenuta canzone.

## Tracce
Lato A
1. Danze – 5:23
2. Uno scrittore – 3:18
3. Io e te su quei giorni – 5:45
4. I capperi e le stelle in salita – 2:42

Durata totale: 17:08
Lato B
1. Giornate di tenera attesa – 3:56
2. Stiamo così – 3:04
3. Una piccola storia solo verso la fine diventa canzone – 3:41
4. Monòpoli – 3:17

Durata totale: 13:58